# Monica Angelucci
Monica Angelucci (São Paulo, 15 de outubro de 1968) é uma judoca e educadora física brasileira.

## Biografia

### Primeiros anos
Monica nasceu na cidade de São Paulo, capital do estado, no ano de 1968. No ano de 1985, com dezessete anos de idade, passou a fazer parte da Seleção Brasileira de Judô.

### Carreira
Destacou-se no judô nacional, tendo sido pentacampeã brasileira do campeonato paulista e do brasileiro. Defendeu o Brasil nos Jogos Pan-Americanos de 1987, realizados em Indianápolis, nos Estados Unidos, na categoria por até 48 quilos ao superar a judoca cubana Maricela Bonelli na final.
Faturou um medalha de bronze no Campeonato Pan-Americano de Judô de 1986. Após bons resultados no Pan e no Campeonato Pan-Americano de Judô, foi convocada para integrar o selecionado brasileiro para disputar os Jogos Olímpicos de Verão de 1988, realizados em Seul, na Coreia do Sul. Na competição para até quarenta e oito quilos, obteve o quinto lugar para o Brasil.
Voltou a integrar a delegação brasileira em Jogos Pan-Americanos na edição de 1991, realizados em Havana, em Cuba. Após empatar com a judoca canadense Brigitte Lastrade, dividiu com a atleta a medalha de bronze na categoria por até quarente e oito quilos.
Formada em Educação física, ao aposentar-se dos tatames passou a dar aulas em escolas e em clubes.

## Política
Tentou ingressar na vida política. Filiada ao Partido Popular Socialista (PPS), concorreu ao cargo de vereadora em Indaiatuba, município do interior do estado de São Paulo, em 2008. Após receber 61 votos não foi eleita. Deixou o PPS para integrar o Partido Progresssita (PP) visando uma nova candidatura ao cargo em 2012. Recebeu 65 votos, novamente não sendo eleita.

### Desempenho eleitoral
| Ano  | Cargo                   | Partido | Votos | Resultado  | Ref.   |
| ---- | ----------------------- | ------- | ----- | ---------- | ------ |
| 2008 | Vereadora de Indaiatuba | PPS     | 61    | Não eleita | [ 1 ]  |
| 2012 | Vereadora de Indaiatuba | PP      | 65    | Não eleita | [ 19 ] |